# Кјога
Језеро Кјога је језеро у Уганди. Налази се на 914 метра надморске висине и има површину од 1720 квадратних километра. Викторијин Нил пролази кроз језеро на свом путу од Викторијиног језера до Албертовог језера. Језеро Кјога чини део система Афричких великих језера, мада се не сматра за једно од великих језера. Језеро нигде није дубље од 5,7 метра, а највећи део је плићи од 4 метра. Делови језера који су плићи од 3 метра су потпуно прекривени лотусима, док је добар део мочварне обале прекривен папирусом. Папирус формира пловећа острва која се крећу између бројних малих сталних острва. У језеру живи 46 врста риба, као и бројни крокодили. 